# 林奮強

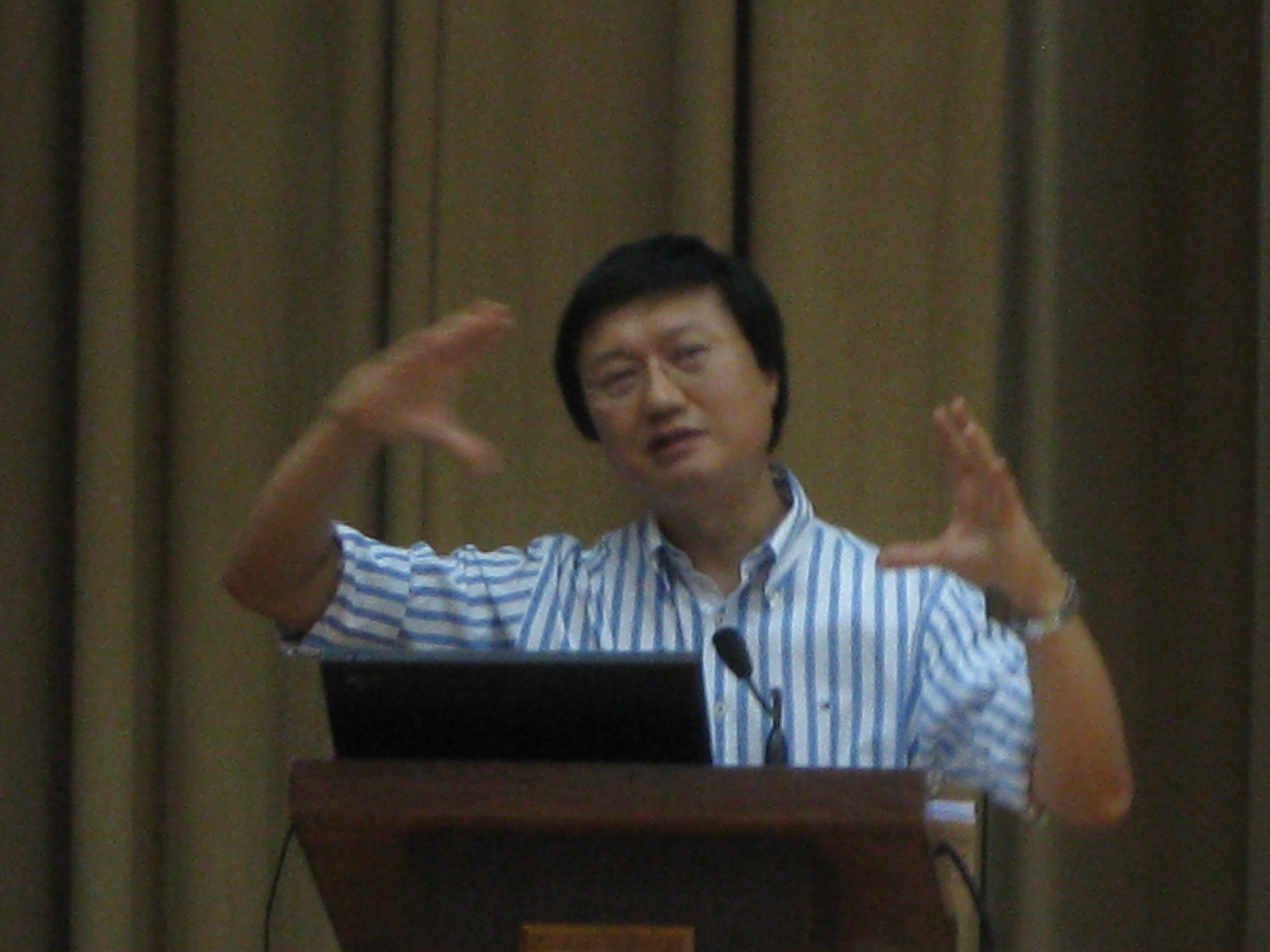
林奮強在一個研討會中

林奮強，BBS（1961年—），前香港行政會議成員，智庫組織香港黃金五十創辦人之一，特許會計師，曾任瑞銀環球資產管理董事總經理。

## 簡歷
林奮強曾就讀香港華仁書院，其後畢業於英國曼徹斯特大學經濟系。曾任地產分析員，以準確分析地產市道聞名，因常唱好樓市而有「樓市大好友」及「撈底王」稱號，亦因賣樓爭議有「淋糞強」之稱。1998年獲委任中央政策組兼任非全職顧問，2006年於瑞銀環球資產管理擔任董事總經理。2011年離開瑞銀，創辦非牟利政治研究組織香港黃金五十，聘請年輕研究員對未來香港發展發表研究報告。
2012年6月29日，林奮強獲特首梁振英委任為行政會議成員，其利益申報以個人及公司名義共持有27個香港物業，包括九龍站擎天半島11個單位、西環寶翠園、西半山寶華軒及中半山地利根德閣等共8個中西區物業、新界一棟屋作收租，加上西貢區村屋、中西區及荃灣區各一個單位自用，估計市值達5億港元；並為16間公司之董事，以利便物業買賣。

## 爭議
2011年12月10日，林奮強夫婦以公司名義，以近1,400萬元購入半山堅道寶華軒14樓A、B、C室。林奮強在2012年7月就任行政會議成員時，曾書面承諾在行會任期內不買賣手上的物業，但他同時表明會在未來數月放售數個物業套現，作家庭開支，當時亦已向傳媒表示他會放售一些物業。他於該年稍後出售兩個位於西半山寶華軒14樓的住宅單位，而行政會議秘書處於10月4日及22日按照他的通知更改其利益申報。他在其中一個售出單位於帳面上獲利約570萬港元。林奮強售樓一事在新措施宣佈前已有傳媒報道，他在2012年10月19日表示他在售樓的事情上已詢問行政長官梁振英及其他行政會議成員的意見，他們當時並無要求林奮強需要特別處理。
2012年10月26日，特區政府宣佈加強遏抑樓市措施，增加住宅物業的特別印花稅及延長適用期限，另加徵非香港居民的買家印花稅。林奮強事後表示他在政府宣佈前不知道政府將會推出新措施，行政會議發言人亦表示林奮強當時沒有參與新措施的討論。
2012年10月31日，林奮強在香港電台節目自爆，與地產代理議定單位的「底價」，如代理以較高價售出，差額便成為代理佣金，以鼓勵對方努力賣樓。曾任職廉政公署的民主黨總幹事林卓廷即日向廉署舉報，指林奮強賣樓時給予地產代理額外佣金，沒有於臨時買賣合約寫明，對買家不公平，涉嫌觸犯《防止賄賂條例》。林卓廷及地產代理監管局發言人皆指，代理一般同時代表買家及賣家，是「雙重代理人」，按地產條例，如果代理未得買賣雙方面同意，收取賣家一方額外佣金，有可能違反《防賄條例》。中原地產發聲明指，林奮強曾建議將物業成交部份差價當作經紀佣金，但中原並無接受。
林奮強在2012年11月1日的商業電台節目稱，不想賺7月後的升幅，於是他太太便向代理提議把差額作佣金，但中原代理梁智仁反建議把差額捐出，太太同意捐出差額。梁智仁否認曾向林奮強夫婦建議捐錢，指在放盤初期，林太已提出想捐出差額。舉報人林卓廷質疑林奮強究竟何時最先知道差價會捐給慈善機構的說法。中原則稱，中原慈善基金一貫不接受客戶直接捐款，是次亦不接受林奮強之捐款，其後，林奮強稱會將差額捐予一個環保慈善團體。
2012年11月3日，林奮強因為賣樓爭議向特首梁振英申請休假直至2013年8月1日辭去行政會議非官守成員職務。
2014年2月9日，身為行政會議前成員、現為大嶼山發展諮詢委員會成員的林奮強指大嶼山郊野公園使用率不高，認為「後花園」一說只是假設，不應全盤否定發展郊野公園。他指區內未發展前郊野公園使用量不高，「樹木都唔係太多」（樹木都不是太多），絕不認同郊野公園不能觸碰。他又重申，發展大嶼山可安置40萬人口，以環保規劃原則便可做到減少碳排放和原區就業，「不應該單看對一、兩塊草地的影響」。曾斥發展郊野公園是「思想癌細胞」的香港天文台前台長林超英批評，香港已有很多方法覓地，如填海建人工島、荒廢用地甚至綠化地帶等，「不需要一下子就要講到發展郊野公園」。他並不反對大嶼山要發展，但應做好規劃後才逐步落實，「唔好成日一開口就話要放幾十萬人入嚟、有幾十萬住屋需要壓落嚟」。

## 家庭
林奮強母親是香港著名教育家莫秀馨，為葵涌佛教善德英文中學創校校長。莫秀馨女士於2013年11月病逝。林已婚，與其妻蘇載玓育有一子一女。